# Dique Mariquita
Dique Mariquita är en ort i Mexiko.   Den ligger i kommunen Mocorito och delstaten Sinaloa, i den västra delen av landet, 1 100 km nordväst om huvudstaden Mexico City. Dique Mariquita ligger 60 meter över havet och antalet invånare är 156.
Terrängen runt Dique Mariquita är platt västerut, men österut är den kuperad. Runt Dique Mariquita är det ganska tätbefolkat, med 155 invånare per kvadratkilometer. Närmaste större samhälle är Adolfo López Mateos, 12,2 km söder om Dique Mariquita. I omgivningarna runt Dique Mariquita växer huvudsakligen savannskog.